# Sam Schulman
Pour les articles homonymes, voir Schulman.
Samuel Schulman, dit Sam Schulman (8 juillet 1928 à Terre Haute, Indiana - 5 juillet 2019 à Richmond, Virginie), est le dernier Américain survivant membre de l'équipage du fameux bateau Exodus 1947.
Né aux États-Unis de parents d'origine polonaise, il échappe avec sa mère à la rafle du Vélodrome d'Hiver et vit caché dans la Creuse.

## Biographie
Sam Schulman,,,,,,,,est né le 8 juillet 1928 à Terre Haute (Indiana, États-Unis).

### Varsovie
Après la mort de son père, il va habiter avec sa mère, au début des années 1930, à Varsovie, en Pologne.
Sa mère se remarie et peu après la famille quitte la Pologne pour Paris.

### Seconde Guerre mondiale

#### Paris
Le beau-père de Sam Schulman est en voyage d'affaires aux États-Unis et ne peut retourner en France lorsque la Seconde Guerre mondiale éclate.
La mère et le fils échappent à la rafle du Vélodrome d'Hiver de juin 1942.

#### Creuse
Avec l'aide d’une agence juive, Sam Schulman et sa mère se réfugient dans le village de Pionnat (Creuse) dans la zone libre.
Ils vont y passer 3 années. Le village est isolé, mais ils doivent se cacher lorsque la résistance locale leur donne l'alerte : arrivée de nazis ou de gendarmes français.

### Après la guerre

#### États-Unis
Une fois la guerre finie, il revient peu de temps à Paris, avant de partir aux États-Unis avec sa mère.

#### Exodus 1947
Sam Schulman est recruté pour rejoindre l'Exodus 1947 qui quitte Baltimore (Maryland) le 25 février 1947.
Il ne se limite pas à l'aventure de l'Exodus 1947. 
Il fait partie de l'équipage d'autres bateaux, le Pan Crescent et le Pan York qui transportent plus de 15 000 personnes depuis Burgas, en Bulgarie en décembre 1947. Ces bateaux sont interceptés par des navires de guerre britanniques et contraints d'aller à Famagouste à Chypre.
Sam Schulman est emprisonné à Chypre par les Britanniques pendant plusieurs mois.

#### Israël
Il participe à la création du Kibboutz Mishmar Ha’Negev.
Lors de la guerre d’Indépendance d’Israël, il forme des marins dans une base navale de Haïfa.
Il reste un an en Israël avant de s'installer à New York.

#### Guerre de Corée
Marin et citoyen américain, il est enrôlé pour la Guerre de Corée. Il forme pendant 2 ans des soldats au Camp Edwards dans le Massachusetts, accédant au rang de sergent-chef.

#### Retour à la vie civile
Revenu à la vie civile, il étudie au Brooklyn College, puis à l’école d’horlogerie Bulova dans le quartier de Queens à New York.
Il crée une bijouterie-horlogerie dans le Lower East Side de Manhattan où il travaille pendant 40 ans.

#### Famille
Sam Schulmann et son épouse ont deux fils.